# 潘洪 (宣德進士)
潘洪（1404年—？年），字克容，四川重慶府合州銅梁縣人，民籍，治《易經》。

## 生平
七月十九日生，行四，由儒士中式四川鄉試第八名舉人，年三十歲中式宣德八年（1433年）癸丑科會試第五十六名，第三甲第三十二名進士。授行人，正統八年四月擢授監察御史，因審决一桩杀夫案，八年七月被下锦衣卫狱，革职充军。

## 家族
曾祖潘慶；祖潘均美；父潘汝舟；母廖氏；繼母華氏。慈侍下。兄铎、麟、澄，弟濬；清。